# Еичи Негиши
Еичи Негиши (на японски: 根岸 英) е японски химик, лауреат на Нобелова награда за химия от 2010 г. заедно с Ричард Хек и Акира Сузуки за приноса им по паладиево катализираните реакции при органичния синтез. Прекарва по-голямата част от кариерата си в университета Пърдю в САЩ.

## Ранен живот и образование
Негиши е роден на 14 юли 1935 г. в Хсинкин (днес Чанчун), столицата на марионетната държава Манджоу-Го. След като баща му, който работи на Южноманджурската железница, е преместен в Харбин през 1936 г., семейството остава там осем години. През 1943 г. семейството се премества в Инчон, а година по-късно се установява в провинция Кьонги-до, днешен Сеул, докато Корея все още е окупирана от Японската империя. През ноември 1945 г., три месеца след края на Втората световна война, семейството се премества в Япония. Негиши завършва Токийския университет през 1958 г., а след това стажува в химичната компания Teijin. След това заминава да учи в САЩ, където получава докторската си степен от Пенсилванския университет през 1963 г.

## Научна дейност
След като завършва докторантурата си, Негиши решава да стане академичен изследовател. Макар да се надява да работи в японски университет, той не успява да намери свободна позиция в такъв. През 1966 г. той напуска Teijin и заема постдокторантска позиция в университета Пърдю, работейки с бъдещия нобелов лауреат Хърбърт Браун. В периода 1969 – 1972 г. е лектор в университета.. През 1972 г. става асистент в Сиракузкия университет, където е повишен на доцент през 1979 г., преди да се завърне в университета Пърдю като професор същата година.
Той открива процес (реакция на Негиши), чрез който се кондензират органични цинкови съединения и органични халиди в присъствието на паладиев или никелов катализатор, за да се получи продукт с C-C връзка. Именно за това си постижение е награден с Нобелова награда за химия през 2010 г. Той не си издава патент за технологията, тъй като иска да улесни употребата на научните му постижения. Съединението Zr(C5H5)2, получавано чрез редуциране на цирконоцен дихлорид, се нарича реагент на Негиши.
От 1997 г. е член на Японското химическо общество, от 2010 г. е носител на Нобелова награда за химия, от 2011 г. е член на Американската академия на изкуствата и науките, а от 2014 г. е чуждестранен сътрудник към Националната академия на науките на САЩ.